# 比雅尼·斯特劳斯特鲁普
比雅尼·斯特劳斯特鲁普（丹麥語發音：[ˈbjɑːnə ˈsdʁʌʊ̯ˀsdʁɔb]，1950年12月30日—），生于丹麦奥胡斯郡，计算机科学家。他以创造C++编程语言而闻名，被称为“C++之父”。
用斯特劳斯特鲁普他本人的话来说，自己“发明了C++，写下了它的早期定义并做出了首个实现……选择制定了C++的设计标准，设计了C++主要的辅助支持环境，而且负责处理C++标准委员会的扩展提案。”他还写了一本《C++程序设计语言》，它被许多人认为是C++的范本经典，目前是第四版（于2013年5月19日出版），最新版中囊括了C++11所引进的一些新特性。
斯特劳斯特鲁普于1975年获得丹麦奥胡斯大学的数学和计算机科学硕士学位，又于1979年获得英国剑桥大学的计算机科学博士学位。从贝尔实验室大规模编程（Large-scale Programming）研究部门设立至2002年晚些时候，他一直担任那里的负责人。2002年至2014年間，他在德州農工大學工学院擔任计算机科学教授一职。2014年1月起，在紐約市的摩根史丹利技術部門擔任董事總經理（Managing Director），並於哥倫比亞大學计算机科学系擔任客座教授。

## 荣誉

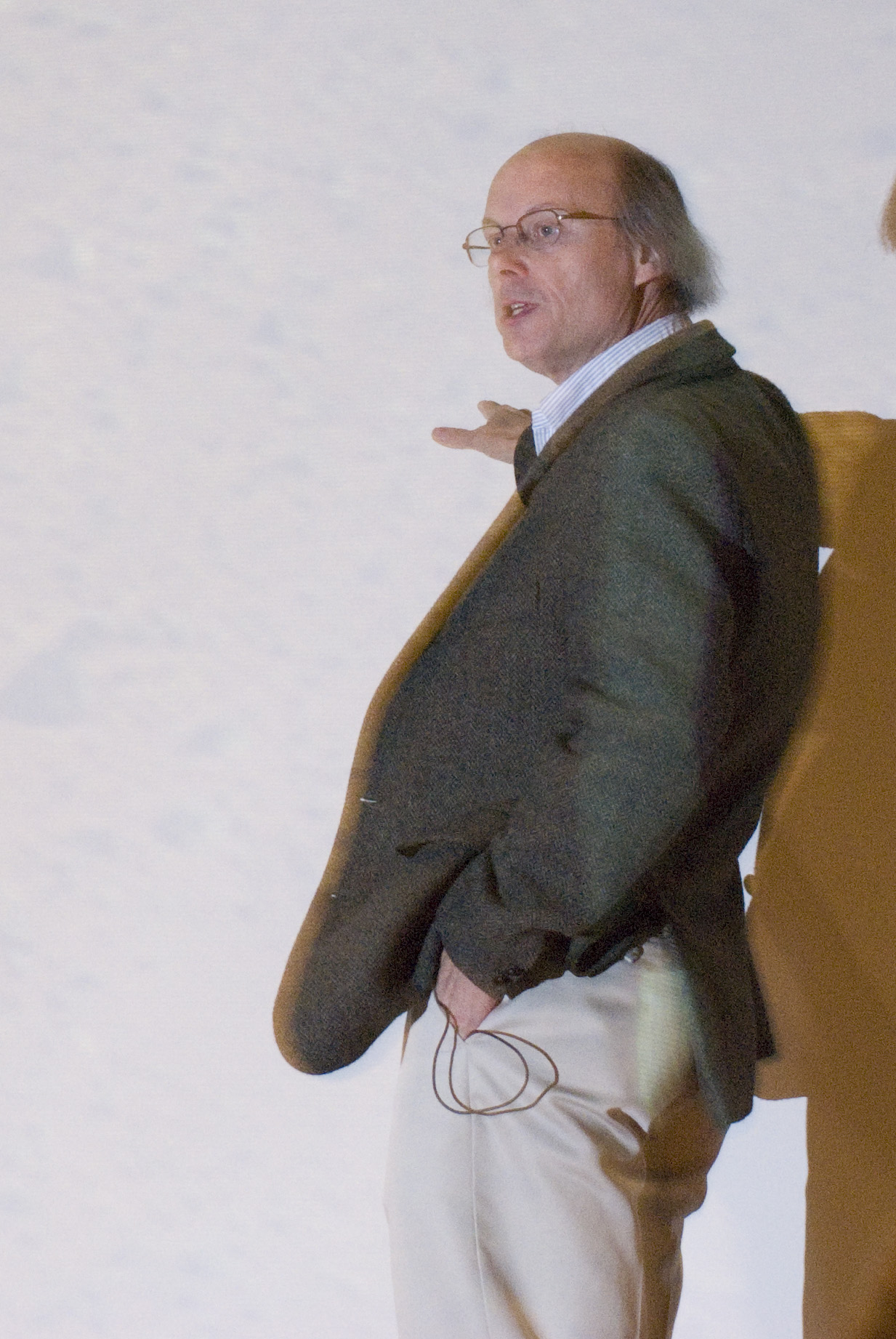
2007年，Bjarne Stroustrup在肯特州立大学做关于C++0x的演讲.

- 1993 – ACM 格蕾丝·穆雷·霍珀奖（英语：Grace Murray Hopper Award）
- 2004 – IEEE计算机社区2004计算机企业家奖
- 2005 – William Procter科学成就奖
- 2008 – Dr. Dobb（英语：Dr. Dobb's Journal）杰出编程奖。

## 著作
- 《C++程序设计语言》 ISBN 0-201-70073-5
- 《C++的设计和演化》 ISBN 0-201-54330-3
- 《C++加注参考手册》（The Annotated C++ Reference Manual，合著者之一） ISBN 0-201-51459-1
- 《C++之旅》 ISBN 978-0-13-499783-4
- 《C++程序设计原理与实践》